# Jorge Bolet
Pour les articles homonymes, voir Bolet (homonymie).
Jorge Bolet, né à La Havane le 15 novembre 1914 et mort le 16 octobre 1990 à Mountain View en Californie, est un pianiste cubain.

## Biographie
C'est sa sœur Maria qui lui donne ses premiers cours de piano, très jeune. Bolet est envoyé aux États-Unis pour étudier le piano au Curtis Institute of Music de Philadelphie avec David Saperton, qui était le gendre de Leopold Godowsky, avec Godowsky lui-même, Moritz Rosenthal et Josef Hofmann. Il en sort en 1934, à 20 ans.
Il gagne alors de nombreux prix internationaux, fait ses débuts européens, donne des récitals au Carnegie Hall. Son compositeur de prédilection est Franz Liszt.
Pendant la Seconde Guerre mondiale, il reçoit l'ordre de rentrer à Cuba. Puis en 1944, il s'engage dans l'armée américaine et est envoyé au Japon (où on lui confie un poste de directeur musical).
Il enregistre ensuite la bande sonore du film sur Liszt Chanson sans fin (1960) et, paradoxalement, la critique condamne son jeu trop virtuose. Sa carrière n'atteignait pas alors ce que ses qualités lui promettaient, peut-être parce que les grands compositeurs romantiques comme Liszt n'étaient pas très en vogue dans les années 1950 et 60.
En 1974, le 25 février, il donne un récital mémorable au Carnegie Hall (récital enregistré). Il succède au grand pianiste Rudolf Serkin comme chef du département de piano au Curtis Institute.
En 1978, alors qu'il a 63 ans, il signe avec la firme Decca son premier contrat d'enregistrement important et enregistre jusqu'à sa mort, Liszt surtout, dont notamment les Années de pèlerinage, mais aussi Chopin, Brahms, Debussy et Rachmaninov. En 1984, la chaîne A&E diffuse une série de programmes Bolet rencontre Rachmaninov, dans lequel le pianiste enseigne sur le célèbre Concerto pour piano n° 3 et le joue entièrement. Il meurt du sida en 1990 à l'âge de 75 ans.
Bolet doit sa renommée à ses interprétations d'œuvres romantiques, et notamment de Franz Liszt, qu'il savait interpréter à la fois avec virtuosité et poésie. Sa palette de sonorité était considérable et il savait la varier constamment au cours d'un morceau. Il a également beaucoup joué Chopin, ainsi que des transcriptions pour piano et des œuvres peu connues, par exemple de Leopold Godowsky, qu'il fréquenta, ou Joseph Marx, dont il louait l'incroyable virtuosité. Contrairement à de nombreux pianistes, qui préféraient les fameux instruments Steinway, Bolet choisissait des Baldwin et des Bechstein, dans le but de varier les sonorités (la Sonate en si mineur de Liszt fut jouée sur un Bechstein lors de sa création en public par Hans von Bülow, en 1857). Les meilleurs enregistrements Decca utilisèrent le grand piano de concert Baldwin SD-10.

## Discographie
Le plus important dans l'héritage discographique de Bolet est sa série d'enregistrements d'œuvres de Franz Liszt effectuée à partir de 1979 par la firme Decca.
Par ordre chronologique :
- 1979: Deux études de concert; Trois études de concert; Réminiscences de Don Juan (paraphrase).
- 1983: Rhapsodie hongroise n°12 ; Rêve d'Amour n°3 ; Méphisto Valse n°1; Funérailles ; Rigoletto (paraphrase) ; La Campanella ; Transcriptions de Lieder de Franz Schubert (La Truite, La Belle meunière, etc.) ; Sonate en si mineur; Valse impromptu; 3 Nocturnes; Grand Galop Chromatique.
- 1984: Les Années de pèlerinage, première année, Suisse, et deuxième année, Italie.
- Totentanz, Malédiction et Fantaisie sur des thèmes hongrois (London Symphony Orchestra, dir. Ivan Fischer)
- 1985: Venezia e Napoli ; Les Jeux d'Eau à la villa d'Este; Bénédiction de Dieu dans la solitude ; Ballade n°2 ; Totendanz (Danse Macabre) ; Malédiction ; Fantaisie sur des thèmes folklorique hongrois.
- 1986: Études d'exécution transcendante ; Consolations.
- 1989: Transcription pour piano et orchestre de la Wanderer Fantaisie de Franz Schubert (avec l'Orchestre Philharmonique de Londres dirigé par Georg Solti)

Il y a eu plusieurs éditions en LP et en CD de ces enregistrements. Ils ont été rassemblés en un coffret de 9 CD Decca, référence 467 801-2.
1986: Grieg, Concerto en la mineur couplé avec le Concerto de Schumann, RSO Berlin, Riccardo Chailly, Decca 417 112-2 DH 
Parmi les autres enregistrements :
- Chausson : Concert pour violon, piano et quatuor à cordes par le Juilliard String Quartet, Itzhak Perlman et Jorge Bolet (CBS, 1983 ?)
- Chopin : Concerto n°1 et 2 (Orchestre symphonique de Montréal, dir. Charles Dutoit) (Decca)
- Chopin : Nocturnes - Valses (Decca)
- Chopin : Préludes Op. 28 (Decca)
- Chopin : The 4 Chopin Scherzi (Remington, 1953)
- Debussy : Préludes (extraits) (Decca, 1988)
- Franck : Prélude, Aria et Finale, Prélude, Choral et Fugue, Variations symphoniques (Royal Concertgebouw Orchestra, dir. Riccardo Chailly) (Decca, 1989)
- Schubert: Sonates D. 959 et D. 784 (Decca, 1988)
- Schumann : Carnaval op. 9, Fantaisie op. 17 (Decca)
- Rachmaninov : Pièces pour piano (Variations sur un thème de Chopin, 5 Préludes, Mélodie op. 3 n°3, 2 transcriptions d'après Kreisler) (Decca)
- Rachmaninov : Concerto n° 2 (Orchestre symphonique de Montréal, dir. Charles Dutoit) (Decca)
- Tchaikovski : Concerto n° 1 (Orchestre symphonique de Montréal, dir. Charles Dutoit) (Decca)
- Ferruccio Busoni, Frédéric Chopin, Franz Liszt et Moritz Moszkowski (Philips Classics, 1999)
- Prokofiev : Concertos pour piano n° 2 & 3 avec le Nüremberg Symphony Orchestra/Ainslee Cox (Palexa, 1998)
- Prokofiev & Bela Bartok (Historical Piano, 1999)
- Rachmaninov : Concerto n° 3 - Liszt : Transcriptions & Paraphrases avec l'Indiana University Symphony Orchestra (réédition Palexa, 2006)
- Tchaikovski : Trio avec piano par Marco Scano, Victor Martin et Jorge Bolet (Ensayo)
- Live At Carnagie Hall : Johann Sebastian Bach, Fryderyk Chopin, Richard Wagner (RCA, 1990)
- Jorge Bolet plays Liszt (Decca-London, 1990)
- Jorge Bolet rediscovered - Liszt Recital (enr. 1972 et 1973, réédition RCA, 2001)
- Les Grands Pianistes du XXe siècle - Bolet Volume III : Franz Liszt (Philips, 1999)
- The Art Of Jorge Bolet, Volume I : Franz Liszt (B&N, 1996)
- Les premiers enregistrements (1952-1953) : œuvres de Saint-Saëns, Moszkowski, Mendelssohn, Liszt, Beethoven, Lecuona, Granados, Falla, Albeniz, Prokofiev (Concerto n° 2 op. 16, Cincinnati Symphony Orchestra, dir. Thor Johnson) et Chopin (les 4 Scherzi). (originaux Boston Records ("Airs of Spain" et "Recital Favorites") et Remington (Chopin et Prokofiev). Réédition APR, 2011)